# Claracq
Claracq é uma comuna francesa na região administrativa da Nova Aquitânia, no departamento dos Pirenéus Atlânticos. Estende-se por uma área de 9,65 km². Em 2010 a comuna tinha 240 habitantes (densidade: 24,9 hab./km²).